# Amtsbezirk Oesby
Der Amtsbezirk Oesby war ein Amtsbezirk im Kreis Hadersleben in der Provinz Schleswig-Holstein.
Der Amtsbezirk wurde 1889 gebildet und umfasste die folgenden Gemeinden: 
1. Aaroe
2. Flauth
3. Haistrup
4. Hürup I
5. Quistrup

Die Gemeinde Hürup I änderte ihren Namen 1895 in Oesby. 1920 wurde der Amtsbezirk aufgelöst und die Gemeinden aufgrund der Volksabstimmung in Schleswig an Dänemark abgetreten.